# Enten befektetési csalás
Az úgynevezett Enten befektetési csalás egy Japánban 2001 és 2009 között folytatólagosan elkövetett, intézményesített befektetési csalás. A vádak szerint Ladies and Gentlemen (L&G) nevű vállalatukon keresztül Kazutsugi Nami (波 和二; Hepburn: Nami Kazutsugi) cégelnök és 21 társa ez idő alatt összesen 126 milliárd jen (hozzávetőleg 1,4 milliárd dollár, 1 milliárd font sterling, 322 milliárd forint) értékben károsított meg mintegy 37 000 befektetőt. Több forrás is arra utal, hogy a kicsalt pénzösszeg elérheti a 226 milliárd jent, ezzel az eddigi legnagyobb japán befektetési csalássá téve az esetet.

## Az eset körülményei
A Ladies and Gentlement (L&G) 1987-ben alapították, s az kezdetben futonok és egészséges ételek előállításával és értékesítésével foglalkozott, ám 2001-ben befektetési céllal is elkezdett pénzeket átvenni. Hogy a befektetéseket ösztönözzék, 2004-től kezdve a vállalat a 100 000 jen feletti összeget elhelyező ügyfelek számára egy virtuális számlán azonos névértékű virtuális pénzt írt jóvá, amelyet a cég online üzletében és vásárai alkalmával azok vásárlásra költhettek. A vállalat kialakított egzisztenciája sokakat becsapott, s úgy gondolták, a cég stabilan működik.
A virtuális pénzt a jen és a Paradicsom japán nevének összevonásával enten-nek keresztelték el. Az ügyfelek többsége körében személyi kultuszt kialakító cégelnök erre a valutára úgy hivatkozott, mint amely a gazdasági recessziót követően világszerte törvényes fizetőeszközzé fog válni. A befektetőknek évi 36%-os kamatot ígértek, így a cég 2006-ra fizetési nehézségekbe ütközött. 2007 februárjában így egyoldalúan bejelentették, hogy az osztalékot jen helyett entenben írják jóvá, aminek következményeként sokan visszaigényelték az általuk befektetett összeget, illetve pert indítottak a vállalat ellen. Szeptemberben a vállalat elbocsátotta alkalmazottainak legnagyobb részét. A befektetési törvények megsértése vádjával a helyi rendőrség 2007 októberében házkutatást tartott a tokiói központban, majd a cég ellen még ez év novemberében megindult a csődeljárás.

### Nami Kazutsugi
Cégelnökként Nami határozott a befektetési tervekről, amelyeket az egyes vásárokon a résztvevők imákban dicsőíthettek. Idővel elérte, hogy egyes befektetők már szinte vallásosan kövessék akaratát. Az áldozatokat képviselő ügyvédek azt állították, Nami azt hitte, hogy isteni végzés az, hogy eltüntesse a világ vagyonát.
Namit 2009. február 4-én, helyi idő szerint fél hatkor tartózatták le egy irodájához közeli tokiói étteremben; az intézkedő rendőröket ártatlanságáról bizonygatta és üzletének rontásával vádolta. Őt és társait a szervezett bűnözés elleni törvény megsértésével vádolják.
A kamerák előtti őrizetbe vételekor a cégelnök kitartott a következők mellett: „Az idő majd megmutatja, hogy valóban szélhámos vagy csaló vagyok-e. 50 000 embert irányítok. Egy ilyen nagy céget vádolhatnak csalással?”. A riporterek azon kérdésére, hogy gondol-e azokra, akik elvesztették a pénzüket, így válaszolt: „Nem. Az életemet kockáztattam. Miért kéne bocsánatot kérnem? Én vagyok a legszegényebb áldozat. Nálam senki sem veszített többet. Figyelembe kéne venni, hogy a nagy haszon nagy kockázattal jár.”

## Fordítás
- Ez a szócikk részben vagy egészben  a(z)   2009 Enten investor fraud című angol Wikipédia-szócikk ezen változatának fordításán alapul.  Az eredeti cikk szerkesztőit annak laptörténete sorolja fel. Ez a jelzés csupán a megfogalmazás eredetét és a szerzői jogokat jelzi, nem szolgál a cikkben szereplő információk forrásmegjelöléseként.